# Renard céleste
Le renard céleste, tiān hú (天狐) en chinois, et également désigné sous le nom japonais de tenko, est une créature mythologique issue des croyances chinoises et japonaises. On pense qu'il s'agit d'un renard ayant acquis une grande quantité de pouvoirs spirituels après des siècles de pratique, au point de passer au stade de divinité.

## En Chine
En Chine, le Xuanzhongji, une collection de récits datant de la dynastie Jin, rapporte que lorsqu'un renard atteint l'âge de 1 000 ans, il se connecte au ciel et devient un renard céleste. Ce renard est décrit comme étant capable de voir à des distances de mille li (3 927 km). Avant d'atteindre cet âge, le renard traverse plusieurs étapes de transformation, devenant un esprit-renard, prenant notamment la forme d’une femme ou d’une prêtresse après une centaine d’année de vie. Une fois devenu un renard céleste, il cesse d'utiliser ses pouvoirs pour tromper les humains.
Selon les sources, il existe trois façons pour un renard d'acquérir la sagesse : en avalant par accident des trésors célestes, en cultivant ses vertus spirituelles (修行 ; Xiūxíng) dans un lieu propice, ou en suivant un maître taoïste pour apprendre des capacités surnaturelles. Tous les 100 ans, le renard doit survivre à une épreuve pour gagner une nouvelle queue, et au bout de 1 000 ans, il devient un renard céleste à neuf queues, recevant ainsi un rang immortel dans la Cour céleste.

## Le renard céleste au Japon
En Japon, le tenko est considéré comme le plus haut rang parmi les esprits-renards. Il est mentionné dans des textes tels que le Zen'an Zuihitsu et le Hokusō Sadan, où les renards sont classés ainsi : tenko, kūko (空狐), kiko (気狐), et yako (野狐). Contrairement aux yako, qui sont généralement malveillants, le tenko est bienveillant et vénéré comme un être divin, capable d’omniscience et de pouvoirs de prémonition,.
Dans le Nihon Shoki, une étoile filante observée en 637 sous l'Empereur Jomei fut écrit avec les caractères (天狗) et lu sous le terme amatsu kitsune, suggérant une association entre les renards et les tengu également écrits avec ces caractères, mais dans ce contexte désignés sous le terme amatsukitsune, qui pourrait prendre également racine dans la description du tiāngǒu chinois.

### TenkoetShinko
Au Japon, après le XIIIe siècle, un terme alternatif, Shinko (辰狐 ; renard-dragon), fut utilisé pour désigner le renard céleste dans les rituels liés au Dakiniten (荼枳尼天). Le mot tatsu (辰) porte également une connotations "céleste", et aurait été adopté pour éviter les associations négatives du tenko.

### Arts et traditions locales
Dans certaines représentations de Kagura, le tenko enseigne aux humains l'art de l'agriculture, en particulier comment semer et cultiver les récoltes. Le renard céleste y est davantage associé à Inari Ōkami, la divinité des récoltes, et est vu comme une figure protectrice.

## Croyances populaires
Sur l'île de Ojika dans la préfecture de Nagasaki, le tenko est considéré comme un esprit capable de posséder les humains, leur conférant un pouvoir de divination extrêmement précis. Il s'agit d'une forme de possession spirituelle, souvent perçue comme une bénédiction.